# 吳龍禎
吳龍禎，字雲御，廣東南海人，南明政治人物，賜同進士出身。

## 生平
崇禎十五年（1642年）壬午科廣東鄉試舉人，少篤儒行，為劉士斗器重。甲申之變後，盜賊林立，率領鄉民守禦，深獲一方百姓信賴。永曆三年（1649年），御試賜進士，歷官庶吉士、翰林院編修。隱金茆，築勿庵。日與樵牧處，博聞強記，卒年八十。